# Navajo (Nuevo México)
Navajo es un lugar designado por el censo (en inglés, census-designated place, CDP) ubicado en el condado de McKinley, Nuevo México, Estados Unidos. Según el censo de 2020, tiene una población de 1942 habitantes.
Es parte de la Nación Navajo. Es la localidad con mayor proporción de habitantes de ese origen en los Estados Unidos.
La Industria de Productos Forestales Navajo (NFPI), la primera empresa a gran escala propiedad de la tribu, funcionó en la localidad desde 1962 a 1995 y durante ese período fue el principal empleador de la zona. Luego de su cierre, muchos habitantes abandonaron el área para trasladarse a lugares que tenían puestos de trabajo disponibles. Aun así, la localidad sobrevive debido principalmente a sus escuelas, su mercado local, su estación de servicio y sus viviendas.

## Geografía
La localidad está ubicada en las coordenadas 35°54′9″N 109°1′55″O / 35.90250, -109.03194 (35.902431, -109.032083). Según la Oficina del Censo de los Estados Unidos, tiene una superficie de 5.83 km², correspondientes en su totalidad a tierra firme.

## Demografía
Según el censo de 2020, hay 1942 personas residiendo en la localidad. La densidad de población es de 333.10 hab./km². El 95.73% de los habitantes son amerindios, el 0.62% son afroamericanos, el 0.51% son blancos, el 1.24% son asiáticos, el 0.05% es isleño del Pacífico, el 0.05% es de otra raza y el 1.80% son de una mezcla de razas. Del total de la población, el 1.39% son hispanos o latinos de cualquier raza.